# Zdzisław Baczyński
Zdzisław Jan Baczyński (ur. 12 października 1902 w Mikołajowie, zm. wiosną 1940 w Charkowie) – kapitan piechoty Wojska Polskiego, działacz niepodległościowy, ofiara zbrodni katyńskiej.

## Życiorys
Syn Karola i Bronisławy z Chmielewskich urodzony 12 października 1902 w Mikołajowie. Był młodszym bratem Stanisława Tadeusza (ur. 1895).
W listopadzie 1918 we Lwowie, mając 16 lat brał udział w walkach o miasto. Absolwent Oficerskiej Szkoły dla Podoficerów w Bydgoszczy. 26 sierpnia 1924 Prezydent RP mianował go podporucznikiem ze starszeństwem z 31 sierpnia 1924 i 6. lokatą w korpusie oficerów piechoty, a minister spraw wojskowych wcielił do 3 pułku piechoty Legionów w Jarosławiu. Na stopień porucznika został mianowany ze starszeństwem z 31 sierpnia 1926. W grudniu 1932 ogłoszono jego przeniesienie do Szkoły Podchorążych Piechoty w Ostrowi Mazowieckiej. 27 czerwca 1935 został mianowany kapitanem ze starszeństwem z 1 stycznia 1935 i 133. lokatą w korpusie oficerów piechoty. W marcu 1939 pełnił służbę w 35 pułku piechoty w Brześciu na stanowisku dowódcy 4. kompanii.
W czasie kampanii wrześniowej 1939 dowodził batalionem marszowym 35 pp, w składzie Grupy „Brześć” ppłk. dypl. Alojzego Horaka, uczestniczył w obronie twierdzy brzeskiej. Po agresji ZSRR na Polskę dostał się 2 października do niewoli sowieckiej. Przebywał w obozie w Starobielsku. Wiosną 1940 został zamordowany przez funkcjonariuszy NKWD w Charkowie i pogrzebany potajemnie w bezimiennej mogile zbiorowej w Piatichatkach, gdzie od 17 czerwca 2000 mieści się oficjalnie Cmentarz Ofiar Totalitaryzmu w Charkowie. Figuruje na Liście Starobielskiej NKWD pod poz. 120.
5 października 2007 minister obrony narodowej Aleksander Szczygło mianował go pośmiertnie na stopień majora. Awans został ogłoszony 9 listopada 2007 w Warszawie, w trakcie uroczystości „Katyń Pamiętamy – Uczcijmy Pamięć Bohaterów”.

## Ordery i odznaczenia
- Krzyż Niepodległości – 2 sierpnia 1931 „za pracę w dziele odzyskania niepodległości”[9][10]
- Krzyż Walecznych dwukrotnie[10]
- Medal Pamiątkowy za Wojnę 1918–1921
- Medal Dziesięciolecia Odzyskanej Niepodległości

## Zobacz
- jeńcy polscy w niewoli radzieckiej (od 1939 roku)
- obozy NKWD dla jeńców polskich
- ofiary zbrodni katyńskiej – zamordowani w Charkowie